# Andrew Macdonald
Andrew Macdonald (1966) è un produttore cinematografico britannico.

## Biografia
Fratello del regista Kevin Macdonald e nipote del regista Emeric Pressburger, Macdonald è noto in particolare per le sue collaborazioni con lo sceneggiatore John Hodge e con il regista Danny Boyle. Esse includono Piccoli omicidi tra amici (Shallow Grave; 1994), Trainspotting (1996) e The Beach (2000). Insieme a Duncan Kenworthy ha confondato la casa di produzione DNA Films, attiva dal 1983 e che ha all'attivo film come Un'insolita missione, 28 giorni dopo, Sunshine, 28 settimane dopo e Ex Machina. 